# Marachernes perup
Marachernes perup är en spindeldjursart som beskrevs av Harvey 1992. Marachernes perup ingår i släktet Marachernes och familjen blindklokrypare. Inga underarter finns listade i Catalogue of Life.